# Carlos Balmaceda (Schriftsteller)
Carlos Balmaceda (* 1954 in Mar del Plata, Provinz Buenos Aires) ist ein argentinischer Journalist und Schriftsteller. 

## Leben
Balmaceda begann bereits während seiner Schulzeit als freier Mitarbeiter für verschiedene Zeitungen und Zeitschriften zu schreiben. Später wurde er Mitarbeiter der Zeitschrift „La Nación“ und arbeitete in seiner Heimatstadt als Journalist. 
Neben seinen rein journalistischen Arbeiten entstand mit der Zeit auch ein selbständiges literarisches Œuvre, für das er auch schon ausgezeichnet wurde.

## Ehrungen
- sein Roman Der Venusmörder wurde für den Premio Planeta nominiert
- 2004 prämierte die Casa Americana sein literarisches Gesamtwerk

## Werke (Auswahl)
- El evangelio de Evita. Buenos Aires (Argentina): Editorial Sudamericana (Narrativas históricas del siglo XX), 2003, ISBN 950-07-2408-1.
- El puñal de Dido. Buenos Aires: Planeta, 2007, ISBN 978-950-49-1632-1.
- Das Kochbuch des Kannibalen. Ein kulinarischer Thriller („Manual del caníbal“). München: Piper, 2008, ISBN 978-3-492-25323-9.
- Der Venusmörder. Thriller („La plegaria del vidente“). München: Piper, 2009, ISBN 978-3-492-27157-8.

| Personendaten    | Personendaten                                |
| ---------------- | -------------------------------------------- |
| NAME             | Balmaceda, Carlos                            |
| KURZBESCHREIBUNG | argentinischer Journalist und Schriftsteller |
| GEBURTSDATUM     | 1954                                         |
| GEBURTSORT       | Mar del Plata, Provinz Buenos Aires          |